# Dávid háza
Dávid háza uralkodóház, amelyet alapítójáról, Dávid zsidó királyról neveztek el. Az Egységes Izraeli Királyság királyai közül csak Dávid és Salamon származtak ebből a házból, Saul és Isbóset nem, de a Júdai Királyság királyai Atália királynő kivételével Dávid leszármazottai, azaz Dávid házának tagjai voltak.
1993 júliusában Tell el-Kádiban (az ókori Dán) egy Kr. e. 9. századból származó sztélé-töredéket találtak, amely arról lett híres, hogy megemlíti „Dávid házát” (dinasztiáját). A Biblián kívül ez az egyetlen forrás, amely megerősíti Dávid király egykori létezését.

## Uralma

### AzEgységes Izraeli Királyság
Miután Dávid legyőzte Góliátot, Saul király udvarába került. Elvette feleségül Saul lányát, Michalt, később azonban a király ellensége lett. Saul halála után Dávid először Júda, Isbóset halála után pedig egész Izrael királya lett. Elfoglalta Jeruzsálemet és megtette az ország fővárosává. Egyszer az egyik hadvezérének olyan feladatot adott, amiről tudta hogy nem éli túl. Ezt azért tette, mert el akarta venni Uriás feleségét (Betsabét), később azonban megbánta bűnét.
Dávid halála után fia, Salamon lett az új király, akinek uralkodása békében telt, többek között felépítette Jeruzsálem első templomát. Salamon halála után az ország két részre szakadt, a Júdai és az Izraeli Királyságra.

### AJúdai Királyság
Az ország szétszakadása után a déli országrész királya Salamon fia, Roboám lett. Kezdetben Istent szolgálta, de később letért a helyes útról, és pogány áldozati helyeket tolerált. Később háborúzott az Izraeli Királysággal is. Amikor I. Sesonk betört az országba, kifosztotta Jeruzsálemet, de Roboámnak sikerült kimentenie a frigyládát a Templomból, Salamon aranypajzsai azonban odavesztek. Ásza király idejében az afrikai kusiták, Jósiás és fia, Jóáház idején II. Nékó egyiptomi fáraó, olykor a filiszteusok, az arámiak, a moábiták, az edomiták, az ammoniták, majd az asszírok, végül a káldeusok törtek még be az országba.
Uzziás király uralkodása alatt az ország gazdasági fellendülésen ment keresztül, sikeres háborúkat is vívott a környező népek ellen. Amikor Akház király uralkodása közben megbukott az Izraeli Királyság, a déli országrésznek is komoly adókat kellett fizetnie Asszíriának. Először Jójákim lázadt fel Babilon ellen, válaszul II. Nabú-kudurri-uszur betört Júdeába és elfoglalták Jeruzsálemet. A király még a város ostromában meghalt, fiát, Jójákint pedig 10 ezer alattvalójával együtt Babilonba hurcolták. 8 év uralkodás után az utolsó király, Cidkija is fellázadt a birodalom ellen, eközben az ostrom közben azonban végleg elpusztult a főváros, és a Júdai Királyság megbukott.

#### Uralkodói
- Roboám
- Abijja
- Ásza
- Jósáfát
- Jórám
- Akházjáhu
- Atália (Nem tagja Dávid házának, csupán az egyik tagjának a felesége)
- Jóás
- Amásia
- Uzziás
- Jótám
- Akház
- Ezékiás
- Manassé
- Ámón
- Jósiás
- Jóáház
- Jójákim
- Jójákin
- Cidkija